# Ulrich Reuter (Politiker, 1962)

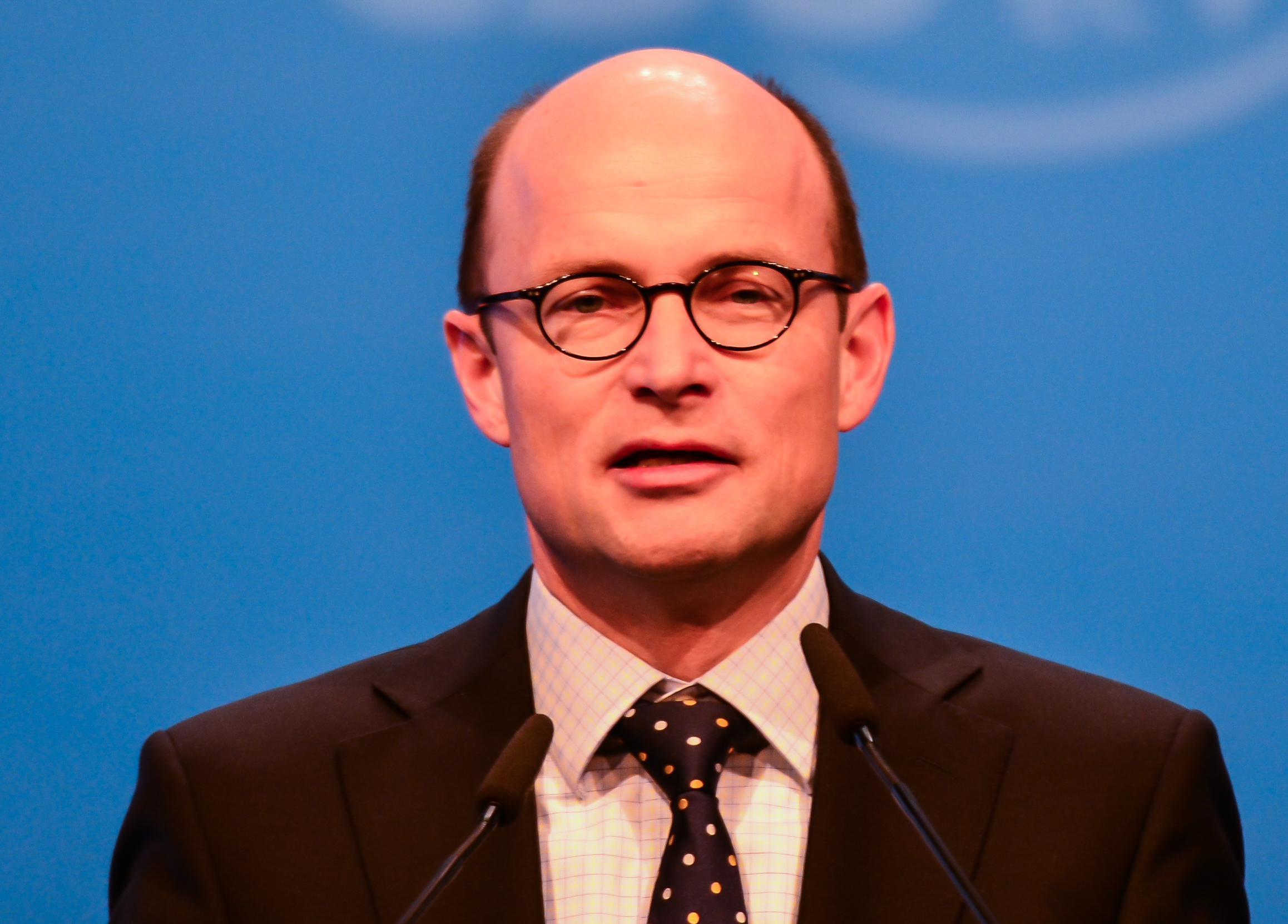
Ulrich Reuter, 2013

Ulrich Reuter (* 27. Juli 1962 in Aschaffenburg) ist ein deutscher Politiker (CSU). Seit dem 1. Januar 2024 ist er Präsident des Deutschen Sparkassen- und Giroverbands. Von 2002 bis 2020 war er Landrat des Landkreises Aschaffenburg, anschließend von 2021 bis 2023 Präsident des Sparkassenverbandes Bayern.

## Ausbildung
Reuter besuchte das Friedrich-Dessauer-Gymnasium Aschaffenburg und schloss dort 1978 mit der mittleren Reife ab.
Von 1978 bis 1981 absolvierte er eine Ausbildung beim Landratsamt Aschaffenburg zum Verwaltungsfachangestellten. Von 1981 bis 1983 besuchte er die Fachoberschule Obernburg. Nach dem Erwerb der Fachhochschulreife studierte er Rechtspflege an der Bayerischen Beamtenfachhochschule und arbeitete von 1986 bis 1988 als Diplom-Rechtspfleger am Amtsgericht Aschaffenburg. 

## Studium und Arbeit als Jurist
Daneben absolvierte er von 1987 bis 1989 ein berufsbegleitendes Studium der Rechtswissenschaften an der Universität Würzburg. 1990 promovierte er zum Dr. jur. an der Johann Wolfgang Goethe-Universität Frankfurt am Main. 1991 absolvierte er das zweite Staatsexamen. 
Ab 1992 war er als Rechtsanwalt in der Kanzlei Gleiss und Partner in Frankfurt am Main tätig. Von 1993 bis 2001 arbeitete Reuter als leitender Angestellter bei der Deutschen Bank.

## Studium internationales Management und Professur
In dieser Zeit absolvierte er von 1996 bis 1998 ein berufsbegleitendes Zweitstudium im internationalen Management der University of Toronto, welches er mit einem Master of Business Administration abschloss. 2001 wurde er zum Professor für öffentliches Recht und europäisches Wirtschaftsrecht an der Fachhochschule Aschaffenburg berufen und bekleidete dieses Amt bis 2002. 

## Landrat
Nach seiner Wahl zum Landrat des Landkreises Aschaffenburg im Jahr 2002 übte er eine Nebentätigkeit als Lehrbeauftragter an der Hochschule aus. 2013 ernannte ihn die Hochschule zum Honorarprofessor. Als Landrat wurde er bei den Kommunalwahlen 2008 und 2014 wiedergewählt, er hatte das Amt von 2002 bis 2020 inne. Bei der Kommunalwahl 2020 trat er nicht mehr an.

## Präsident Sparkassenverband Bayern
Zum 1. Januar 2021 wurde er Präsident des bayerischen Sparkassenverbandes. Am 6. März 2023 wurde Reuter von den Präsidenten der deutschen Sparkassen-Regionalverbände einstimmig für sechs Jahre zum Präsidenten des Deutschen Sparkassen- und Giroverbandes gewählt.  Sein Nachfolger im Bayerischen  Sparkassenverband wurde  Matthias Dießl.
Neben einer Reihe von Mandaten in Aufsichts- und Verwaltungsräten im Sparkassenbereich wurde Reuter 2015 in den Aufsichtsrat des Frankfurter Immobilienunternehmens DIC Asset gewählt und übte dieses Aufsichtsratsmandat als Nebentätigkeit zu seinem Amt als Landrat aus. 2020 wurde er erneut für eine fünfjährige Periode in diesen Aufsichtsrat gewählt. Er ist dort zudem Vorsitzender des Prüfungsausschusses.

## Präsident Deutscher Sparkassenverband
Reuter wurde 2023 von der Mitgliederversammlung zum Präsidenten des Deutschen Sparkassenverbandes gewählt. Das Amt übernahm er am 1. Januar 2024, die Amtszeit beträgt sechs Jahre. Er folgte damit auf  Helmut Schleweis, der zum Jahresende 2023 in den Ruhestand ging.

## Familie
Reuter ist seit 1987 verheiratet und hat zwei Kinder, einen Sohn und eine Tochter.

## Schriften
- Fremdwährung und Rechnungseinheiten im Grundbuch. Peter Lang, Frankfurt am Main u. a. 1992 (Europäische Hochschulschriften, Reihe 2 Rechtswissenschaft, Bd. 1181; zugl. Dissertation Frankfurt 1991)